# Michael Augustine

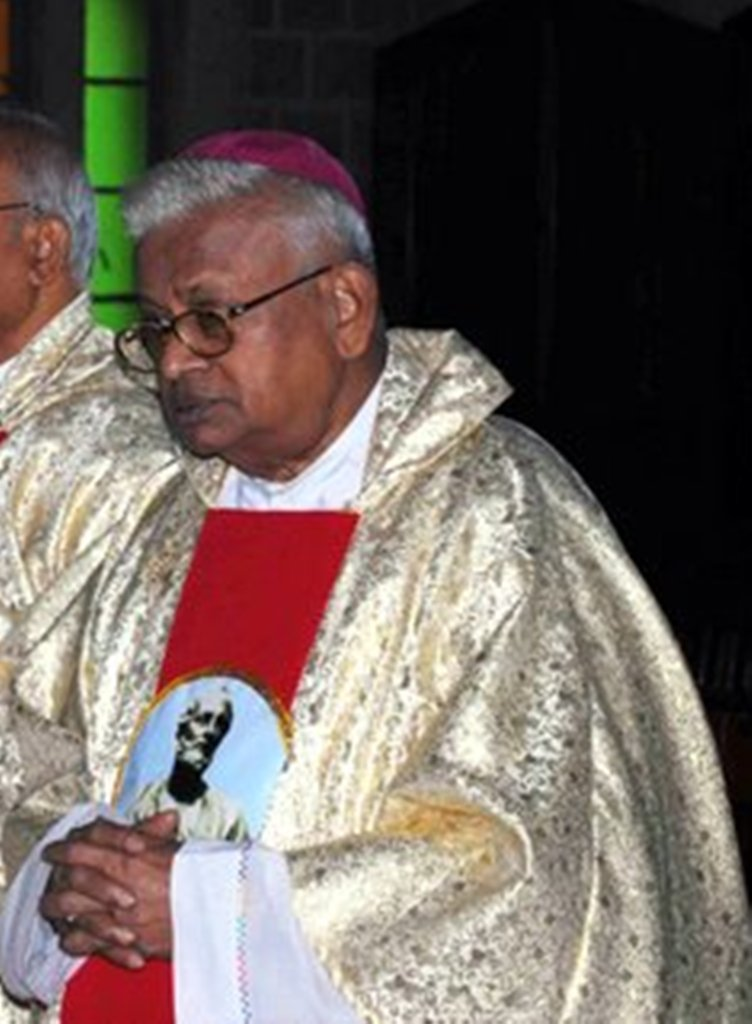
Michael Augustine

Erzbischofswappen von Michael Augustine

Savarinathan Michael Augustine (* 12. Juni 1933 in Kovilanur; † 4. November 2017 in Pondicherry) war ein indischer Geistlicher und römisch-katholischer Erzbischof von Pondicherry und Cuddalore.

## Leben
Michael Augustine studierte Philosophie und Theologie am Josefsseminar in Tiruchirapalli und 
empfing am 15. April 1961 die Priesterweihe für das Erzbistum Pondicherry und Cuddalore. Nach Tätigkeit am Kleinen Seminar in Pondicherry absolvierte er ein Philosophiestudium am Institut Catholique de Paris. 1965 wurde er Professor für Philosophie am Päpstlichen St. Peter Seminar in Bangalore und war von 1974 bis 1978 deren Rektor. 
Papst Paul VI. ernannte ihn am 30. Januar 1978 zum Weihbischof in Madras und Mylapore und Titularbischof von Bararus. Der Sekretär der Kongregation für die Evangelisierung der Völker, Duraisamy Simon Lourdusamy, spendete ihm am 29. März desselben Jahres die Bischofsweihe; Mitkonsekratoren waren Venmani Selvanather, Erzbischof von Pondicherry und Cuddalore, und Anthony Rayappa Arulappa, Erzbischof von Madras und Mylapore. Als Wahlspruch wählte er Fiat.
Am 19. Juni 1981 wurde er durch Papst Johannes Paul II. zum Bischof von Vellore ernannt. Papst Johannes Paul II. ernannte ihn am 18. Februar 1992 zum Erzbischof von Pondicherry und Cuddalore. Am 10. Juni 2004 nahm Johannes Paul II. seinen aus gesundheitlichen Gründen eingereichten Rücktritt an.

## Einzelnachweis
1. ↑  Archbishop Emeritus S. Michael Augustine of South India passes away